# دون والش (لاعب كرة قدم أسترالية)
دون والش (بالإنجليزية: Don Walsh)‏ هو لاعب كرة قدم أسترالية أسترالي، ولد في 25 أغسطس 1934، وتوفي في 2 مارس 2016.

## وصلات خارجية
- دون والش على موقع AustralianFootball.com (الإنجليزية)
- دون والش على موقع AFLtables.com (الإنجليزية)